# Bézenet
Bézenet ist eine französische Gemeinde mit 917 Einwohnern (Stand 1. Januar 2022) im  des Départements Allier. Sie gehört zum Arrondissement Montluçon, zum Kanton Commentry und zum Gemeindeverband Commentry Montmarault Néris Communauté.

## Lage
Die Gemeinde Bézenet liegt 15 Kilometer östlich von Montluçon im Einzugsgebiet des FlussesŒil. Nachbargemeinden von Bézenet sind Villefranche-d’Allier im Norden, Saint-Priest-en-Murat im Nordosten, Saint-Bonnet-de-Four im Osten, Louroux-de-Beaune im Süden, Montvicq im Südwesten sowie Doyet im Westen. Bézenet ist über die ehemalige Route nationale 371 mit der Stadt Montluçon und den Gemeinden Doyet und Montmarault verbunden.

## Geschichte

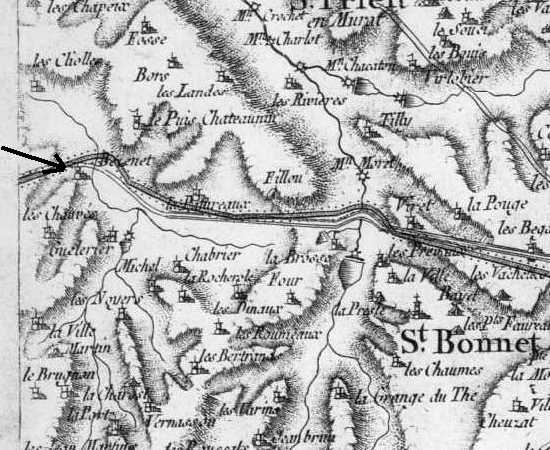
Alte Karte von Bézenet

### Ursprung
Ursprünglich war der Weiler Bézenais von der Gemeinde Montvicq abhängig. Um 1622 war die heutige Gemeinde aus einem Dutzend Pflügern bewohnt. Zwei Wohnhäuser existierten; einer auf dem Platz der Kirche, deren Gärten mit Mauern umgeben waren. Der zweite befand sich im heutigen La Verzelle, es gab verschiedene Gasthäuser, Handwerker und andere Unternehmen. Die restlichen Teile der heutigen Gemeinde waren dünn besiedelt.
Ab 1792 begannen Bauern, nach Kohle zu graben. Am 12. November 1828 erging ein königlicher Erlass als erste Bergbaukonzession an MM. Etienne und Félix Devaux, Jacques Michard, und Havard Père. Diese acht Hektar umfassende Konzession wird „Bézenet Concession“ genannt. Eine jährliche Rente von 0,15 F pro Hektar wurde bezahlt. Der reguläre Betrieb wurde ab 1837 durchgeführt und blieb bis 1860 eher schwach.
Am 10. November 1855 wurde Familie Agout eine Konzession in der Größe von 90 Hektar gewährt, die „Concession de l’Ouche“ genannt wird. Bis 1869 war die Firma „Parent et Schaken“ tätig. Vor 1830 gab es keine Häuser entlang der damals „königlich“ genannten Straße. Erst durch die Zuschreibung dieser beiden Bergbaukonzessionen entstanden die ersten Gebäude.
Zu Beginn des Bergbaus wurden Hunderte von täglichen Lieferungen von Kohle mittels Ochsen und Pferden nach Montlucon transportiert.

### Bergbau
Am 8. Juli 1880 entstand die Gemeinde Bézenet nach dem Anstieg der Bevölkerung seit Beginn der Kohleförderung – 1890 hatte Bézenet 4500 Einwohner. Dann sank die Bevölkerung bis zur Schließung der Mine vor dem Ersten Weltkrieg.
Der Bergbau bestand aus dem Sainte-Barbe, Ormes- und Ouche-Schacht. Letzterer wurde am Ende als Lüftungsschacht verwendet. Von den Gebäuden gibt es noch den Wasserturm, die Stallgebäude (in Wohnungen umgewandelt) und das Kommissariat (stillgelegt). 1873 wurden 220.000 Tonnen Kohle von 1.400 Bergleuten gewonnen.
Bézenet hatte drei Ärzte, darunter Dr. Groslier, der in der Mine tätig war. Die Minenarbeiter konnten sich auch im Minenkrankenhaus mit acht Betten behandeln lassen. Eine Schwester leitete die Apotheke, während eine andere dafür verantwortlich war, Zähne ohne Betäubung zu zerreißen.
Es gab Handwerksbetriebe wie Hersteller von Schleifscheiben, Ziegeleien und Kalköfen.
Neben den städtischen Schulen (Jungen- und Mädchenschule) gab es mehrere katholische Schulen und eine protestantische Schule in St. Charles. Anschließend wurde die Mädchenschule in eine ergänzende Mädchenschule und dann in eine gemischte Allgemeinbildende Schule (CEG) umgewandelt. Die Ergänzungsschule für Jungen befand sich in Doyet.
Die Stadt war mit einer Gendarmerie (1882), sowie zwei Bahnhöfen ausgestattet: die des Netzes Paris—Orleans war mit der Linie Montluçon—Moulins durch die Station von La Doyet verbunden. Seit 1892 gab es einen Güterbahnhof für den Transport von Kohle und Kalk sowie verschiedenen Materialien für den Bergbau. Infolge des Bevölkerungsrückgangs wurde die Gendarmerie um 1920 und der Güterbahnhof 1939 geschlossen. Der Bahnhof der Compagnie du chemin de fer de Paris à Orléans führte ab 1932 keine Personenbeförderung mehr durch und seit 1964 keinen Warenverkehr.
Seit ihrer Einweihung 1888 erhielt die der Barbara von Nikomedien geweihte Kirche den Spitznamen „die Kathedrale“, da die Innenräume größer sind als die der umliegenden Kirchen.
Der Markt (offiziell 1861 gegründet) fand dienstags morgens auf dem Kirchenplatz statt; seit der Renovierung dessen auf dem Jean-Jaurès-Platz. Kirchenplatz wird „place au Beurre“ und der Jean-Jaurès-Platz „place Aux fruits“ und „place du Pont“ genannt.
Während des Ersten Weltkriegs wurden in der Knabenschule Soldaten in dessen Rekonvaleszenz betreut. Diese Klassen waren leer, weil viele Familien von Bergleuten die Gemeinde infolge der Schließung des Kohlenbergwerks verlassen hatten. Diese Soldaten gehörten dem 172. Infanterieregiment von Belfort und seinem Reserve-Regiment 372 an. Die Soldaten waren bei der Schlacht um Verdun, der Schlacht an der Aisne und der Schlacht an der Somme verwundet worden. Diese Unterkunft machte es möglich, die provisorischen Militärkrankenhäuser in Vichy zu leeren.
Zwischendurch wurde Kohle im Tagebau gewonnen, teilweise auch in schlechter Qualität.

### Bevölkerungsentwicklung
Die Bevölkerungsanzahl ist durch Volkszählungen seit 1881 bekannt. Die Einwohnerzahlen bis 2005 werden auf der Website der École des Hautes Études en Sciences Sociales veröffentlicht.
| Jahr                       | 1962 | 1968 | 1975 | 1982 | 1990 | 1999 | 2006 | 2012 | 2022 |
| Einwohner                  | 1050 | 973  | 1009 | 1005 | 922  | 953  | 966  | 993  | 917  |
| Quellen: Cassini und INSEE |      |      |      |      |      |      |      |      |      |

## Sehenswürdigkeiten
- Kirche Sainte-Barbe
- Schloss Puy Chatonin

Siehe: Liste der Monuments historiques in Bézenet

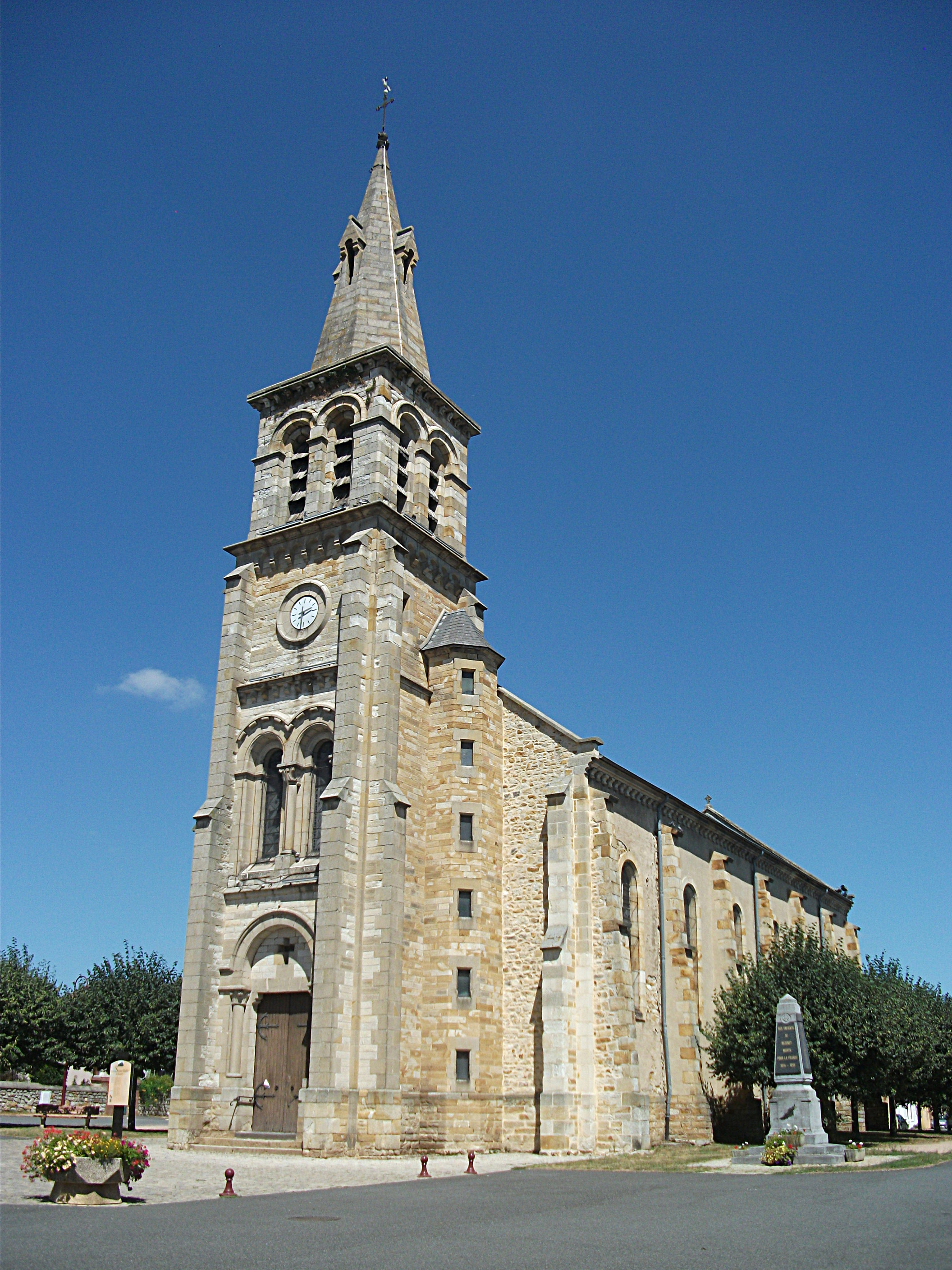
Kirche Sainte-Barbe
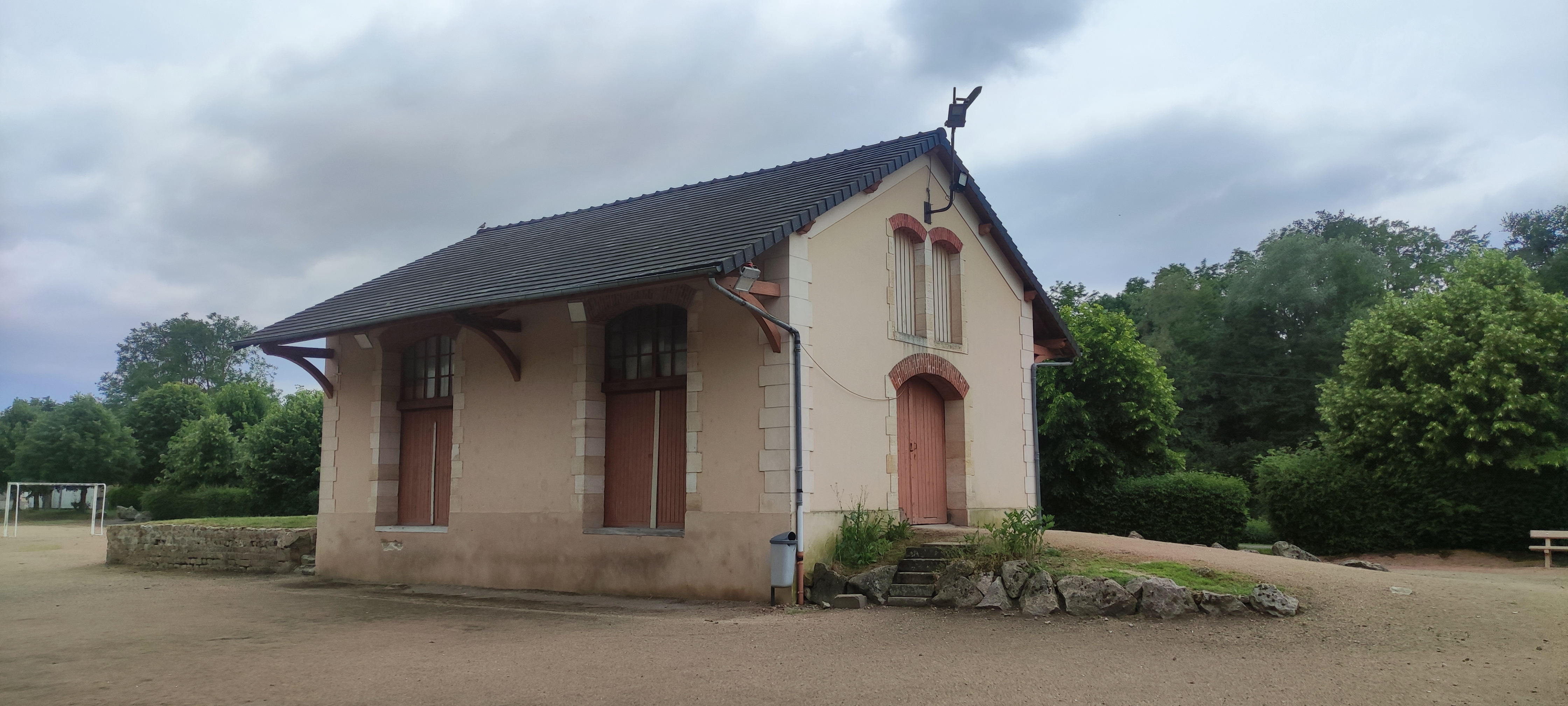
Ehemaliger Bahnhof
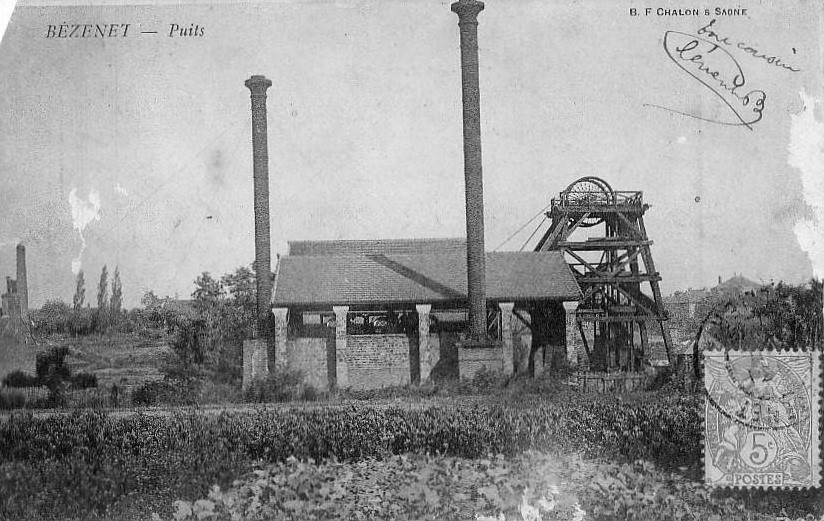
Ehemalige Steinkohlenzeche zu Beginn des 20. Jahrhunderts

## Wirtschaft
In Bézenet befinden sich folgende Geschäfte und Handwerksbetriebe:
- acht Cafés/Restaurants, davon zwei Hotels
- eine Apotheke
- zwei Fleischer (Metzger)
- eine Charcuterie
- eine Bäckerei
- eine Konditorei
- vier Kaufhäuser
  - davon je eine Filiale von Coop, Dock de Nevers und Groupe Casino
- eine Auto- und Zweiradwerkstatt
- ein Elektrofachgeschäft
- drei Autowerkstätten
- zwei Tankstellen
- eine Drogerie / Baumarkt (nur Dienstag und Samstag geöffnet)
- ein Futtermittel-, Kohle- und Heizölhändler
- eine Tabaktrafik
- ein Köhler / Weinhändler
- ein Schuhmacher
- ein Uhrmacher
- ein Kurzwaren- und Trikotagenhändler
- eine Buchhandlung / Papierwarenhändler
- eine Baumschule / Gärtnerei

Dazu kommen: Versicherung, Schmied, Maurer, Stuckateur, Tischler, Klempner und Elektroinstallateur.

## Belege
1. ↑   Bézenet. Le nombre d’habitants. In: cassini.ehess.fr. École des Hautes Études en Sciences Sociales, S. 2, abgerufen am 4. Mai 2018 (französisch).